# 會吏長
會吏長（或會吏總，Archdeacon）是聖公會規例中清楚列明之職位，由教區主教任命的資深聖品，被委任輔助主教處理教區內的行政和教規上的事務，特別是會吏的首長，督導教區內的聖品。會吏長要履行下列權責： 
1. 協助教區主教推行及處理牧養及日常事務；
2. 巡視教區及對該教區聖品人員進行考勤，以確定其履行職責；
3. 若有需要糾正或嘉許的事宜，向教區主教匯報。

在天主教會中，会吏长、即总执事，是由主教任命協助其處理教務的職位；中世纪时，由于权力增大，时有妄用职权之弊，故在特伦多大公会议中予以取消。
一般來說，其他基督新教的各宗派是不設會吏長一職的。